# Osservatorio permanente sui giovani e l'alcool
L'Osservatorio permanente sui giovani e l'alcool (OPGA) è un'associazione italiana che opera nell'ambito dello studio e della comunicazione sui temi della produzione, consumo e abuso di bevande alcoliche in Italia, con attenzione specifica al bere giovanile e un approccio ispirato ai principi dell'alcologia bio-psico-sociale, unendo alla visione epidemiologica e di popolazione i contributi delle discipline socio-antropologiche.

## Struttura
Nato nel marzo 1991 da un'idea di Giuseppe De Rita, Enrico Tempesta e Daniele Rossi, l'OPGA ospita una comunità aperta di ricercatori, esperti e comunicatori che mettono le proprie competenze sui temi correlati all'alcol.
È dotato di un laboratorio scientifico - che raggruppa esperti della materia alcologica di diversa provenienza disciplinare, orienta le attività di ricerca e definisce le attività di comunicazione - e di un laboratorio istituzionale, organo non permanente di contatto con le istituzioni (ministero, regioni, agenzie di salute pubblica, università, altro), convocato per discutere argomenti di interesse alcologico che presentano dilemmi rilevanti per la decisione pubblica e gli stakeholder socio-sanitari.
L'attività ordinaria dell'Osservatorio è condotta dal consiglio direttivo (costituito da presidente, vicepresidente e segretario generale) ed è coordinata dal segretario generale, Michele Contel.

## Studi e ricerche
L'Osservatorio realizza, finanzia e pubblica studi e ricerche.
A partire dagli anni '90, ha condotto, insieme a Doxa, le prime indagini sistematiche sulla popolazione italiana in rapporto al tema del consumo e dell'abuso di alcol: "Gli italiani e l'alcol”. Tra il 1991 e il 2011 sono state sei le indagini pubblicate. 
Nel 2014, l'OPGA ha promosso uno studio, finalizzato a quantificare gli effetti del consumo di alcol sulla salute della popolazione anziana, realizzato dal Dipartimento di Epidemiologia dell'Istituto Mario Negri di Milano. 

## Presidenti
- Giuseppe De Rita[14] (1991–1999)
- Umberto Veronesi[15] (2006–2008)
- Giancarlo Trentini[16] (2009–2011)
- Enrico Tempesta[17] (2012–2018)

## Pubblicazioni
- 6 indagini nazionali realizzate da OPGA e DOXA, Gli italiani e l'alcol, 1991-2011.
- Franco Prina e Enrico Tempesta (a cura di), I giovani e l'alcol: consumi, abusi, politiche, in Salute e Società, supplemento al n. 3/2010, Milano, Apogeo, 2010.
- Michele Contel e Enrico Tempesta, Alcol e giovani, Carocci Editore, 2012.
- Indagine qualitativa sul Binge Drinking in tre città italiane, Eclectica, 2012.
- Adolescenti e alcol in Italia, quattro indagini nazionali condotte in collaborazione con la Società Italiana Medicina dell'Adolescenza e Laboratorio Adolescenza ed Università di Trento, 2012-2019.
- Alcol, tumori e anziani, indagine condotta dall'Istituto Mario Negri sulla popolazione italiana, 2013.
- Paolo Attivissimo, Indagine comparativa sulle sorveglianze alcol correlate in Italia, Pisa, IFC-CNR di Pisa, 2015.
- Fabio Lugoboni, Lorenzo Zambonio e Michele Contel, Alcol: Epidemiologia e modelli del bere, in In Sostanza. Manuale sulle dipendenze patologiche, Venezia, Edizioni CLAD, 2018.
- Alcohol & Millenials, Indagine Nomisma-OPGA, 2018.
- Aggregazioni giovanili e movide a Roma nei quartieri di San Lorenzo e di Ponte Milvio, ITB-CNR, 2018.